# Marcel Gauchet
 (février 2025).
Si vous disposez d'ouvrages ou d'articles de référence ou si vous connaissez des sites web de qualité traitant du thème abordé ici, merci de compléter l'article en donnant les références utiles à sa vérifiabilité et en les liant à la section « Notes et références ».
Pour les articles homonymes, voir Gauchet.
Marcel Gauchet, né en 1946 à Poilley (Manche), est un historien, philosophe et sociologue français.
Disciple de Claude Lefort, il est d'abord proche du marxisme antistalinien et engagé à gauche avant de développer une œuvre influencée par la philosophie politique libérale.
Il se distingue par ses travaux sur la religion, les droits de l'homme, la démocratie et l'histoire, et par la popularisation de certaines de ses formules, comme la « fracture sociale » ou le « désenchantement du monde », empruntée à Max Weber.
Directeur d’études émérite à l’École des hautes études en sciences sociales (Centre d'études sociologiques et politiques Raymond Aron), il a été rédacteur en chef de la revue Le Débat (Gallimard), l'une des principales revues intellectuelles françaises, qu'il a fondée avec Pierre Nora en 1980 et qui a disparu en 2020.

## Biographie

### Enfance
Fils d'un cantonnier gaulliste et d'une couturière catholique, Marcel Gauchet reçoit une éducation religieuse (il est servant d'autel), ainsi que républicaine à l'école publique.
En 1961, il entre à l’école normale d’instituteurs de Saint-Lô, puis suit une formation de professeur des collèges. En 1962, il rencontre Didier Anger, membre actif de l'École émancipée qui l'introduit auprès des antistaliniens alors que l’école normale d’instituteurs est dominée par les communistes[réf. nécessaire]. Il découvre la revue Socialisme ou barbarie. Son premier acte militant intervient lors de l'affaire de la station de métro Charonne.
Il intègre ensuite le lycée Henri-IV à Paris afin de préparer le concours d’entrée à l’École normale supérieure de Fontenay-Saint-Cloud, ne s'y sent pas à son aise et revient enseigner dans la Manche.

### Carrière universitaire
Il reprend des études universitaires. Sous la direction de Claude Lefort, son professeur à l’université de Caen de 1966 à 1971, il rédige un mémoire de DES sur Freud et Lacan. Claude Lefort l'oriente vers la philosophie politique qui l'amène à préparer trois licences en parallèle : philosophie, histoire et sociologie. Il essaye de se détacher de l'analyse marxiste qui influence encore beaucoup Claude Lefort.
À Caen, Jean-Pierre Le Goff et Alain Caillé sont ses condisciples. Sur le campus, les offres politiques sont radicales. Le Goff choisit l'anarchisme situationniste. Marcel Gauchet milite avec lui. Durant Mai 68, Marcel Gauchet adhère à la composante dominante spontanéiste de la révolte étudiante. Puis, il se détache du marxisme, gagne sa vie par quelques missions d'enquêtes sociologiques.
Marcel Gauchet devient un homme de revue : il réanime de 1970 à 1975 la revue d'étudiants de l'Université de Bruxelles, Textures, avec son initiateur, Marc Richir, et un comité de rédaction composé de Claude Lefort, Cornelius Castoriadis et Pierre Clastres. En 1971, il publie ses premiers articles dans la revue L’Arc consacrée à Merleau-Ponty (« Lieu de la pensée », L’Arc, no 46, p. 19-30) et dans Textures (« Sur la démocratie : le politique et l’institution du social », d’après un cours de Claude Lefort). Avec Lefort, Castoriadis et Clastres, associés à Miguel Abensour et Maurice Luciani, il lance en mars 1977, à la suite de Textures, la revue Libre, sous-titrée « politique-anthropologie-philosophie », dont huit numéros sont publiés jusqu'en 1980 aux éditions Payot (Petite bibliothèque).
Sa compagne, Gladys Swain, lui fait découvrir la clinique psychiatrique et le mouvement antipsychiatrique. Enfin, il y eut les lectures décisives de La Société contre l'État de Pierre Clastres (paru en octobre 1974 aux Éditions de Minuit) et l’Histoire de la folie à l’âge classique, de Michel Foucault.
C'est encore Claude Lefort qui lui présente l'historien François Furet qui anime un séminaire à l'École des hautes études en sciences sociales (EHESS), qui constitue la base de la création du Centre Raymond Aron. Il y croise aussi Pierre Manent, Pierre Rosanvallon, Vincent Descombes, ou encore Cornelius Castoriadis. Furet le fait entrer à l'EHESS et le présente à son beau-frère, Pierre Nora.
En avril 1980, il publie son premier livre avec Gladys Swain, la Pratique de l’esprit humain chez Gallimard.
En mai 1980, Nora demande à Marcel Gauchet de devenir le rédacteur en chef de sa nouvelle revue Le Débat. Pierre Nora, qui a joué un rôle primordial dans la promotion éditoriale du structuralisme, considère que la page est tournée.
Dans son éditorial intitulé « Que peuvent les intellectuels ? », il semble attaquer tous les auteurs de ses propres collections, la « Bibliothèque des sciences humaines » et la « Bibliothèque des histoires », aux éditions Gallimard, et au premier chef, Michel Foucault représentant de l’intellectuel spécifique et plus gros succès de la « Bibliothèque des sciences humaines ». Le choix par Pierre Nora de Marcel Gauchet pour diriger la rédaction de la revue ne pouvait qu’être interprété comme une prise de distance avec Michel Foucault, vu les positions très critiques de Marcel Gauchet vis-à-vis de l’œuvre foucaldienne développées dans La pratique de l’esprit humain.
En juillet 1980, Marcel Gauchet publie Les droits de l’homme ne sont pas une politique (Le Débat, no 3, juillet-août).
L'année 1989 est une autre étape importante de sa vie. Marcel Gauchet entre au Centre d'études sociologiques et politiques Raymond Aron qui est le département d’études politiques de l’EHESS, avec l’appui de Pierre Nora et de l’historien François Furet. Il retrouve dans ce centre des universitaires libéraux comme Pierre Manent, Jacques Julliard, Pierre Rosanvallon, Philippe Raynaud ou Monique Canto-Sperber, tous pouvant se réclamer de l’héritage de Raymond Aron.
Il a étudié le processus de sécularisation à l'œuvre en Occident dans le Désenchantement du monde (Gallimard, 1985). Il y explique que le christianisme est « la religion de la sortie de la religion », c'est-à-dire une religion qui contient potentiellement en elle la dynamique de sécularisation. Cette sécularisation (ou « désenchantement du monde ») ne signifie pas la fin des croyances privées personnelles, mais que désormais la religion ne structure plus la société, elle n'en est plus le principe d'organisation ou de légitimité. « Autour des années 1970, nous avons été soustraits, sans nous en rendre compte, à la force d’attraction qui continuait à nous tenir dans l’orbite du divin », écrit Marcel Gauchet dans la Religion dans la démocratie (Gallimard, 2000).
Marcel Gauchet est également le père de l'expression « fracture sociale », reprise en 1994 par Emmanuel Todd et qui devient le thème central de la campagne présidentielle (1995) de Jacques Chirac.
Il est membre du conseil d'orientation du laboratoire d'idées En temps réel.
Marcel Gauchet a présidé la chaire des Bernardins (au collège des Bernardins) pour les années 2010 et 2011 sur le thème « Transmettre, apprendre ». Le colloque de clôture de la chaire Marcel Gauchet portait sur « L’anthropologie de Marcel Gauchet ».

## Pensée
- Si vous ne connaissez pas le sujet, laissez ce bandeau (vous pouvez alors contacter les auteurs).
- Si vous supprimez le contenu mis en cause (vous pouvez préalablement contacter les auteurs),

argumentez précisément cette suppression dans la page de discussion
(un manque de référence n'est pas un argument ; une recherche réelle de référence doit avoir été effectuée, être formellement documentée).
La pensée de Marcel Gauchet, au travers de sa généalogie de la « modernité » se propose de redéfinir et de mettre à distance « le moderne » tout autant que ses relectures heideggériennes et post-modernistes, celle d'un Foucault par exemple. Elle est ainsi philosophie en ce qu'elle fait accéder au contemporain – il définit ainsi la philosophie dans La Condition historique – En donnant ainsi à redéfinir ce que l'on nomme le « moderne », sa pensée se fait simultanément philosophie politique. Le désenchantement du monde – et ses déploiements dans La Révolution des pouvoirs, La Révolution des droits de l'homme, La religion dans la démocratie –, dans une perspective tocquevillienne, faisait la généalogie de la percée démocratique dans son versant négatif, celui de la sortie de la religion. Il pointe les paradoxes de notre société et les replace dans une perspective historique. La suite, L'Avènement de la démocratie, en fait la généalogie sur le versant positif ; celui du devenir-humain au travers du gouvernement des hommes par eux-mêmes dans le temps et l'espace, au travers de la production (praxis) maîtrisée, par le droit et le politique, de leur propre devenir, autrement dit au travers du gouvernement de l'histoire. Condition politique et condition historique prennent ainsi progressivement la relève de la forme primordiale religieuse de l'être-ensemble.
Le projet de Gauchet au travers de L'Avènement de la démocratie peut ainsi se définir comme une théorie et une re-conceptualisation de la démocratie, du point de vue d'une anthropologie historique, qu'il donne à comprendre comme « régime mixte ». C'est la forme de l'être-ensemble autonome, « sorti de la religion », s'organisant par la maîtrise du droit, du politique, et de l'« histoire », entendue comme « devenir-générateur ». Il croise ainsi l'échec toujours possible de ce devenir-humain, de la maîtrise conjointe de ces trois dimensions fondamentales de l'humain-social hors religion. Les tragédies du XXe siècle y sont analysées comme réponse à la première « crise de croissance » des jeunes démocraties libérales. Le libéralisme – compris comme « renversement libéral », irruption de l'historicité et de la « société » – sans démocratie – sans maîtrise politique de cette historicité – ouvrira en effet sur le retour du politique portant encore l'empreinte du religieux.
Le dernier tome IV de L'Avènement de la démocratie montre que la « dominance néolibérale » est un phénomène total, aux déclinaisons juridiques, sociologiques, médiatiques, anthropologiques. Dans la « société des individus », ceux-ci s’arc-boutent sur leurs droits et intérêts ; ils sont à la fois ultra-connectés et séparés, sans médiation collective consistante. Perte de repères et d’horizon communs : il y a bien un « malaise » dans le "Nouveau monde". L’autonomie achevée est en réalité « tronquée » ; de « solution », elle est devenue un « problème ». Il faut en relancer le sens et l’effort, en refondant notamment l’expérience démocratique. Pour Gauchet, « l’histoire de la libération est derrière nous ; l’histoire de la liberté commence ».
Cette théorie de la démocratie, en tant qu'elle fait émerger les points nodaux liant le déploiement de l'être-collectif comme du sujet, peut se comprendre à un second niveau, comme il le dit dans La condition politique, comme une anthropo-sociologie transcendantale, c'est-à-dire qu'elle est dévoilement des conditions de possibilité de l'avènement du sujet – tel qu'explicité dans La pratique de l'esprit humain, L'inconscient cérébral, Le vrai Charcot, ainsi qu'au travers de sa pensée sur l'éducation –, du sujet pris en même temps que distinct dans l'être-collectif ; c'est-à-dire, notion centrale de la pensée de Marcel Gauchet, du politique. Le politique est ce qui donne à une collectivité humaine le pouvoir de se gouverner. Il est refoulé en régime d'hétéronomie et se manifeste comme tel en régime d'autonomie, s'affirmant en passant – au travers de l'avènement de l'État, puis de l'État-nation moderne, de l'individu et de l'histoire – du statut d'englobant symbolique à celui d'infrastructure réelle, s'affirmant ainsi « moderne » dans la métamorphose que lui fait subir le renversement libéral.
Marcel Gauchet s'est également intéressé à la question de la crise de l'école et de l'éducation, qu'il analyse dans des termes proches de ceux de Hannah Arendt (Conditions de l'éducation, « L'école à l'école d'elle-même »). Selon lui, l'école est au service de la production d'un citoyen et individu rationnel, tourné vers l'avenir. Cependant, l'approfondissement de l'individualisme contemporain conduit à perdre de vue que cette production suppose certaines conditions. La pédagogie, ou le pédagogisme, est de nature idéologique, il redouble la négation de cette nécessité. À partir de là, Gauchet s'intéresse à des thèmes comme l'autorité, ou encore la transmission des savoirs. Apprendre, ce n'est pas qu'assimiler un savoir à sa psychologie propre, c'est accommoder son fonctionnement mental à des méthodes nouvelles. Gauchet se veut optimiste : la démocratie donnera naissance à un consensus politique autour de l'école et de ses exigences, car l'école est la condition sine qua non de la formation des individus, dont ont besoin nos sociétés.

### Prises de positions politiques
En 2016, Marcel Gauchet est parmi les "premiers signataires" du manifeste du Printemps républicain.
Au terme du premier quinquennat d'Emmanuel Macron, Marcel Gauchet dresse un bilan négatif dans un livre avec le journaliste Éric Conan intitulé Macron, les leçons d'un échec.
Au cours d'un entretien sur Europe 1 pendant la campagne présidentielle 2022, Marcel Gauchet développe l'idée que le Rassemblement national n’a « rien à voir avec ce qu’a été historiquement l’extrême droite en France » : pour lui, « Marine Le Pen représente objectivement une sorte de droite autoritaire, nationale et populaire » qui « évoque furieusement les débuts de la Ve République », et le RN ressemblerait plutôt au « RPR de la grande époque ». Peu auparavant, il a déclaré sur la même antenne que le candidat Éric Zemmour « fait surgir une vérité de la situation française que les autres candidats atténuaient ou laissaient de côté », et  « en particulier l'incertitude sur l'identité française ». Ces considérations provoquent une levée de boucliers à gauche .

### Critiques et controverses
D'un côté, Marcel Gauchet a mené de vives polémiques intellectuelles mais de l'autre il a beaucoup pratiqué la discussion avec les contradicteurs qui le souhaitaient, comme Alain Badiou, Michèle Riot-Sarcey , Achille Mbembe, ou Michel Onfray.
- À partir du début des années 1980, dans la revue Le Débat, qu'il dirige avec Pierre Nora, il s'en prend durement à la pensée française des années 1960-1970 (marquée notamment par les œuvres de Michel Foucault, Jacques Derrida et Jacques Lacan), dont il dénonce « l'appartenance ou la connivence avec l'univers mental du totalitarisme » en raison de son « antihumanisme »[12].
- Dans un dossier consacré en 1986 par Le Nouvel Obs à « la grande lessive » en cours dans le champ intellectuel, il formule le diagnostic selon lequel les analyses structuralistes de Georges Dumézil, Claude Lévi-Strauss ou encore Jean-Pierre Vernant se sont soldées par « un échec complet »[13].
- Dans un livre d'entretiens paru en 2003, il parle de Michel Foucault comme d'un « prestidigitateur »[14].
- Marcel Gauchet a toujours également rejeté radicalement la pensée de Pierre Bourdieu, dont le travail est selon lui un « désastre intellectuel », « habillage sophistiqué d’une pensée mécaniste et déterministe, qui ne permet tout simplement pas de comprendre comment une société fonctionne »[15].

En retour, Marcel Gauchet a fait l'objet de critiques l'accusant d'être un intellectuel réactionnaire et conservateur, notamment dans l'ouvrage Le Rappel à l'ordre du sociologue Daniel Lindenberg, paru en 2002, et dans l'ouvrage D'une révolution conservatrice et de ses effets sur la gauche française du sociologue Didier Eribon, paru en 2007, ce dernier y soulignant ses attaques contre les mouvements sociaux et le présentant comme une figure emblématique du basculement à droite des élites intellectuelles françaises depuis le début des années 1980.
Dans un ouvrage consacré à La pensée anti-68, le philosophe Serge Audier a étudié l'évolution de Marcel Gauchet vers le conservatisme et la forte influence des écrits de Louis Dumont et de Christopher Lasch sur sa conception négative de l'individualisme contemporain. Il y dénonce « des facilités d’analyse sur le phénomène individualiste, sans que jamais soit mobilisée la moindre enquête sociologique et historique, sans que l’ombre de chiffres ou de statistiques ne vienne un peu nuancer le propos », selon les termes d'une recension de l'ouvrage.
De la même manière, dans un article de la Revue du crieur, décrit par les Inrocks comme étant un « portrait à charge », publié en 2015 et intitulé « Marcel Gauchet ou le consensus conservateur », les historiens Ludivine Bantigny et Julien Théry-Astruc avancent que les thèses philosophico-historiques de Marcel Gauchet « relève[nt] plus souvent de la dissertation ou de l'éditorialisme que de la recherche à proprement parler ». Selon eux, la préoccupation permanente de Marcel Gauchet pour l'« anomie » et la « décivilisation » qu'auraient entraînées l'accentuation de la remise en cause des rapports d'autorité depuis Mai 68 rapprochent sa pensée de la droite extrême. Sa conception de l'histoire, qui fait du christianisme le facteur décisif de l'essor occidental et de l'essor du religieux, serait « spiritualiste » et simpliste. D'autre part, le choix par Marcel Gauchet des auteurs publiés dans sa collection Gallimard/Le Débat, notamment le fait d'y avoir publié récemment cinq livres de l'essayiste membre du Rassemblement national Hervé Juvin, témoignerait de ses « choix politiques radicalement conservateurs ». Commentant cet article, Régis Soubrouillard, journaliste de Marianne et Causeur, note que Marcel Gauchet a droit « à son procès très convenu en "néo-réactionnaire" » et que « la vulgate très approximativement scientifique du propos fait office de piteux cache-sexe pour éviter de débattre d’un désaccord politique de fond ».

#### Critique des propos sur l'immigration et l'islam
En 2005, dans son livre Les Fils maudits de la République : l'avenir des intellectuels en France, l'historien Gérard Noiriel le présente comme l'un des principaux représentants en France des « intellectuels de gouvernement », qui se caractérisent, selon lui, par le renoncement à toute fonction politique de critique et de mise en valeur des effets de domination, et se consacrent uniquement à des tâches d'expertise et de conseil au service de la classe dirigeante et de sa vision des rapports sociaux.
Pour Gauchet, l'immigration de masse aurait provoqué « une blessure au sentiment populaire de souveraineté », ce qui le conduit à écrire qu'« on n'éradique pas l'empreinte de l'Islam comme on a effacé les marques du patois picard ou défait le moule des catégories bretonnes. Et nous manquons de conviction dans l'imposition pour faire de bons Français avec de petits Sénégalais sur le mode où l'on a réussi dans le passé avec de petits Polonais ». Or, d'après Noiriel, de telles analyses reposent sur « une logique d'assignation identitaire » et « ne tiennent compte que du critère de l'origine nationale ou de la religion », alors que « le facteur décisif qui commande tous les autres, c'est le milieu socioprofessionnel ». Il ajoute que la « motivation constante des réflexions politiques publiées par Marcel Gauchet dans Le Débat consiste à critiquer ceux qu'il appelle 'la fine fleur des intellectuels progressistes' » : « Dans un style d'une violence inhabituelle chez les intellectuels de gouvernement, Gauchet stigmatise 'l'invariable bêtise' de la 'gauche mondaine' et son 'imposture démagogique' ».

#### Controverse autour de l'édition 2014 desRendez-vous de l'histoirede Blois
En 2014, Marcel Gauchet est choisi par la direction des Rendez-vous de l'histoire de Blois pour prononcer la conférence inaugurale de la manifestation sur le thème « Les Rebelles ». Ce choix provoque la protestation de l'écrivain Édouard Louis et du philosophe Geoffroy de Lagasnerie, qui appellent au boycott de la manifestation en soulignant la diffusion de « poncifs ultra-réactionnaires » par Marcel Gauchet, et qui recueillent le soutien de plusieurs personnalités, dont André Téchiné et Paul B. Preciado.
À la suite de cet appel, qui a suscité plusieurs réactions souvent ironiques dans les médias français, la direction des Rendez-vous de l'histoire de Blois a apporté son soutien à Marcel Gauchet. Un autre texte, qui n'appelle pas au boycott mais regrette la décision « polémique » du conseil scientifique des Rendez-vous de confier la conférence inaugurale à Marcel Gauchet, a également recueilli 229 signatures d'historiens (dont Olivier Le Cour Grandmaison), enseignants, sociologues ou étudiants.
Un texte de soutien à Marcel Gauchet est publié dans le journal Le Monde quelques jours plus tard, puis signé par plusieurs universitaires, notamment des collègues de Marcel Gauchet à l'EHESS. L'historien Patrice Gueniffey, élève de François Furet et directeur du Centre Raymond-Aron de l'EHESS, auquel appartient Marcel Gauchet, est également intervenu dans Le Monde pour dénoncer « une campagne de dénigrement » et pour souligner que « dans la plupart des pays, ce serait un motif de profonde satisfaction de posséder un intellectuel de ce niveau ».

## Union européenne
En avril 2024, Marcel Gauchet signe, en compagnie de cinquante personnalités appartenant à divers horizons politiques, une tribune dans Le Figaro intitulée « L’appel de 50 personnalités pour un référendum sur « le tour de vis fédéraliste » de l’Union européenne » : cet appel à un référendum dénonce le déni, et à terme, la mort de la démocratie au sein de l’Union européenne dérivant vers la disparition de plus en plus marquée des souverainetés nationales.

## Publications

### Ouvrages
- La Pratique de l'esprit humain. L'institution asilaire et la révolution démocratique, (avec Gladys Swain), Paris, Gallimard, 1980 ; Paris, Gallimard, coll. « Tel », 2007
- Benjamin Constant, De la liberté chez les modernes, écrits politiques présentés par Marcel Gauchet, Paris, Hachette Littératures, 1980 ; Paris, Gallimard, 1997
- Le Désenchantement du monde. Une histoire politique de la religion, Paris, Gallimard, 1985[37]
- Un monde désenchanté ? Débat avec Marcel Gauchet sur Le Désenchantement du monde, Paris, Cerf, 1998 ; Paris, « Pocket », 2007
- Philosophie des sciences historiques, textes choisis et présentés par Marcel Gauchet, Lille, Presses universitaires de Lille, 1998 ; Paris, Seuil, coll. « Points », 2002
- La Révolution des droits de l'homme, Paris, Gallimard, 1989
- L'Inconscient cérébral, Paris, Seuil, 1992
- La Révolution des pouvoirs. La souveraineté, le peuple et la représentation, 1789-1799, Paris, Gallimard, 1995
- Le Vrai Charcot. Les chemins imprévus de l'inconscient, (avec Gladys Swain), Paris, Calmann-Lévy, 1997
- La Religion dans la démocratie. Parcours de laïcité, Paris, Gallimard, 1998 ; Paris, « Folio », 2001
- La Démocratie contre elle-même, Paris, Gallimard, coll. « Tel », 2002
- La Démocratie de notre temps (avec Pierre Manent et Alain Finkielkraut), Paris, Tricorne, 2003
- Pour une philosophie politique de l’éducation (avec Marie-Claude Blais et Dominique Ottavi), Paris, Fayard, 2002 ; Paris, Hachette, coll. « Pluriel », 2003
- Le Religieux après la religion (avec Luc Ferry), Paris, Grasset, 2004 ; Paris, « Le Livre de Poche », 2007
- La Condition historique (avec François Azouvi et Sylvain Piron), Paris, Stock, 2003 ; Paris, « Folio », 2005
- La Condition politique, Paris, Gallimard, 2005
- L'Avènement de la démocratie, volume I, La Révolution moderne, Paris, Gallimard, 2007 ; Paris, « Folio essais », 2013
- L'Avènement de la démocratie, volume II, La Crise du libéralisme, 1880-1914, Paris, Gallimard, 2007 ; Paris, « Folio essais », 2014
- La Démocratie d'une crise à l'autre, Paris, Éditions nouvelles Cécile Defaut, 2007
- La Religion est-elle encore l'opium du peuple ? (avec Olivier Roy et Paul Thibaud, sous la direction d'Alain Houziaux), Paris, Éditions de l'Atelier, 2008
- Conditions de l'éducation (avec Marie-Claude Blais et Dominique Ottavi), Paris, Stock, 2008 ; Paris, Hachette, coll. « Pluriel », 2010
- Histoire du sujet et théorie de la personne : la rencontre Marcel Gauchet-Jean Gagnepain (sous la direction de Marcel Gauchet et Jean-Claude Quentel), Rennes, Presses universitaires de Rennes, 2009
- L'Avènement de la démocratie, volume III, À l'épreuve des totalitarismes, 1914-1974, Paris, Gallimard, 2010 ; Paris, « Folio essais », 2017
- L'Identité en panne ou en devenir ? (avec Thomas Römer), Paris, Peuple libre, 2010
- Le Religieux et le Politique. Douze réponses de Marcel Gauchet, Paris, Desclée de Brouwer, coll. « Religion & Politique », 2010
- Transmettre, apprendre (en collaboration avec Marie-Claude Blais et Dominique Ottavi), Paris, Stock, 2014 ; Paris, Hachette, coll. « Pluriel », 2016
- Que faire ? Dialogue sur le communisme, le capitalisme et l’avenir de la démocratie, avec Alain Badiou, Paris, Philosophie Magazine Éditeur, 2014 ; Paris, « Folio », 2017
- Quel pouvoir voulons-nous ? avec Charles Melman, Le célibataire, 28, automne 2014
- L'Avènement de la démocratie, volume IV, Le Nouveau Monde, Paris, Gallimard, 2017
- Comprendre le malheur français (avec Éric Conan et François Azouvi), Paris, Stock, coll. « Les essais », 2016 ; Paris, « Folio », 2017
- Robespierre, l'homme qui nous divise le plus, Paris, Gallimard, coll. Des hommes qui ont fait la France, 2018
- Macron, les leçons d'un échec. Comprendre le malheur français II (avec Éric Conan et François Azouvi), Paris, Stock, coll. « Les essais », 2021
- La Droite et la gauche. Histoire et destin, coll. « Le débat », Paris, Gallimard, 2021
- Contribution à La Souveraineté, l'Europe et le Peuple, Association des amis de Coralie Delaume, Avril 2023, Éditions Michalon, 240 p..  (ISBN 978-2-347-00248-0)[38]
- Le nœud démocratique - aux origines de la crise néolibérale, Paris, Gallimard/NRF, 2024, 256 p.  (ISBN 978-2073085313)

### Articles (sélection)
- « La démocratie au défi de la sortie de la religion », Aurélien Carré et Frédéric Cohen entretient avec Marcel Gauchet, Société, droit et religion 2019/1 (Numéro 9), pages 1 à 38 https://www.cairn.info/revue-societe-droit-et-religion-2019-1-page-1.htm
- « De l’utilité des petits récits », Le Débat, n° 178, janvier-février 2014.
- (avec Alain Duhamel) « L’année du dévoilement. Alain Duhamel, Marcel Gauchet : un échange », Le Débat, n°181, septembre-octobre 2014.
- « L'enfant imaginaire », Le Débat, janvier 2015, n° 183.
- « Qui sont les acteurs de l'histoire ? », Le Débat, 184, mars-avril 2015. (texte de la communication des Rendez-Vous de l'Histoire).
- « Nous avons renoncé à comprendre le monde », Revue internationale et stratégique, 2015, 3, n°99.
- « Les ressorts du fondamentalisme islamique », Le Débat, 2015, 3, n° 185, p. 63-81.
- « Les démocraties nationales face à la finance globale », Le Débat, 2016, 2, n° 189.
- « Repenser la laïcité en fonction de l'Islam », actes du colloque « Intégration, laïcité, continuer la France », 2016, en ligne : http://www.fondation-res-publica.org/Repenser-la-laicite-en-fonction-de-l-islam_a976.html
- « La fin de la domination masculine », Le Débat, 2018, 3, n° 200, p. 75-98.

## Distinctions

### Décoration
- Chevalier de la Légion d'honneur, 2007[39].
- Officier de l'ordre des Arts et des Lettres (2002)[40]

### Récompenses
- Prix européen de l'essai, fondation Charles Veillon 2018[41].
- Prix Guizot 2019[42].